# یاسمین پهلوی
یاسْمین پهلوی (پیش از ازدواج اعتماد امینی؛ زادهٔ ۴ مرداد ۱۳۴۷) به‌ عنوان همسرِ رضا پهلوی، عضوی از دودمان پهلوی است. یاسمین پهلوی تحصیلات ابتدایی را در مدرسه کامیونیتی آغاز کرد و با گسترش اعتراضات و وقوع انقلاب ۱۳۵۷ به همراه خانواده‌اش، ایران را ترک کرد. خانواده یاسمین پهلوی در سان فرانسیسکو ایالت کالیفرنیا اقامت کردند و یاسمین تحصیلات خود را در دبیرستان نوتردام ادامه داد. او در ۲۲ خرداد ۱۳۶۵ در شهر گرینویچ ایالت کنتیکت با رضا پهلوی، ولیعهد سابق ایران ازدواج کرد.

## تحصیلات
یاسمین اعتماد امینی تحصیلات ابتدایی را در مدرسه کامیونیتی تهران آغاز کرد. وی با وقوع انقلاب ۵۷، ایران را ترک کرد و تحصیلات خود را در دبیرستان نوتردام در بلمونت، کالیفرنیا ادامه داد.
یاسمین پهلوی بعد از ازدواج با رضا پهلوی، در سال ۱۹۹۰ مدرک لیسانس علوم سیاسی را از دانشگاه جرج واشینگتن گرفت و در سال ۱۹۹۸ مدرک دکترا در رشته حقوق از دانشگاه جرج واشینگتن دریافت کرد. او عضو کانون وکلای مریلند بود.

## شغل و حرفه
یاسمین پس از پایان تحصیلات در بخش حقوقی بانک جهانی مشغول شد، سپس به عنوان دفتردار یکی از قضات دادگاه عالی واشینگتن خدمت نمود و وکیل مرکز حقوق کودکان آسیب‌دیده و محروم در واشینگتن بوده‌است.

## سیاست
یاسمین پهلوی کوشش نموده همبستگی خود را با آرمان‌های آزادی و دموکراسی‌خواهی مردم ایران نشان دهد. وی در جریان وقایع پس از انتخابات ۸۸ ایران در چندین تجمع اعتراضی حامی دموکراسی حضور داشت. یاسمین پهلوی اعلام کرده نظرات او از همسرش متمایز است.
یاسمین پهلوی شوهرش را در سال ۱۴۰۲ در سفر به اسرائیل همراهی کرد. او در یک استوری در اینستاگرام هشتگ #zanzendegiazadi (زن، زندگی، آزادی) را روی عکس یک سرباز زن اسرائیلی قرار داد.
یاسمین پهلوی در خرداد ۱۴۰۲ در یک استوری در صفحه اینستاگرام خود شعار «مرگ بر سه فاسد، ملا، چپی، مجاهد» را منتشر کرد. مدتی بعد، او در ۱۹ خرداد ۱۴۰۲ در استوری دیگری مارکسیست‌ها و اسلام‌گرایان را «عوامل اصلی» انقلاب ۵۷ و «در نتیجه بانیان فلاکت کنونی ایران و ایرانی» خواند و نتیجه به قدرت رسیدن اندیشه چپ در همه جا را، جز «مرگ و ویرانی و فقر و فلاکت» ندانست. او نوشت «به شدت مخالف ایده چپ و مجاهد و ملا است، اما استوری او هیچگاه به این منظور نبوده و نیست که صاحبان این ایده‌ها باید کشته شوند». حامد اسماعیلیون در جلسه ای در پارلمان کانادا با دیگر اعضای ائتلاف همبستگی، در پاسخ به پرسشی در مورد اعضای سازمان مجاهدین خلق گفته بود «هیچ‌کس نمی‌تواند حق خانواده‌ها برای دادخواهی را نادیده بگیرد و برای کمک به این دادخواهی باید حداکثر تلاش را کرد،» یاسمین پهلوی در واکنش در اینستاگرام خود نوشت «برای من روشن نیست چرا آقای اسماعیلیون، وقت این جلسه را صرف دادخواهی برای خانواده‌های مجاهدین می‌کند. من فکر می‌کنم آقای اسماعیلیون باید روی خانواده‌های قربانیان انقلاب مهسا تمرکز کند».

## بنیاد خیریه
یاسمین اعتماد امینی در سال ۱۹۹۱ مرکز خیریهٔ «بنیاد کودکان ایران» را به همراه نازی افتخاری تأسیس کرد. این بنیاد تلاش می‌نمود تا منابع مالی و حسن نیت قابل توجه ایرانیان خارج از کشور را با جامعه پزشکی آمریکا مرتبط و در جهت درمان کودکان ایرانی مبتلا به بیماری‌های خاص استفاده کند. این بنیاد با برخورداری از قانون معافیت مالیاتی 501(c)(۳) موفق شد سلامتی را به کودکان ایرانی بسیاری فارغ از نژاد، مذهب و وابستگی سیاسی بازگرداند.
یاسمین در تاریخ ۲۲ بهمن ۱۳۹۲ از سمت ریاست خود و هرگونه وابستگی با این بنیاد استعفا داد.

## زندگی شخصی

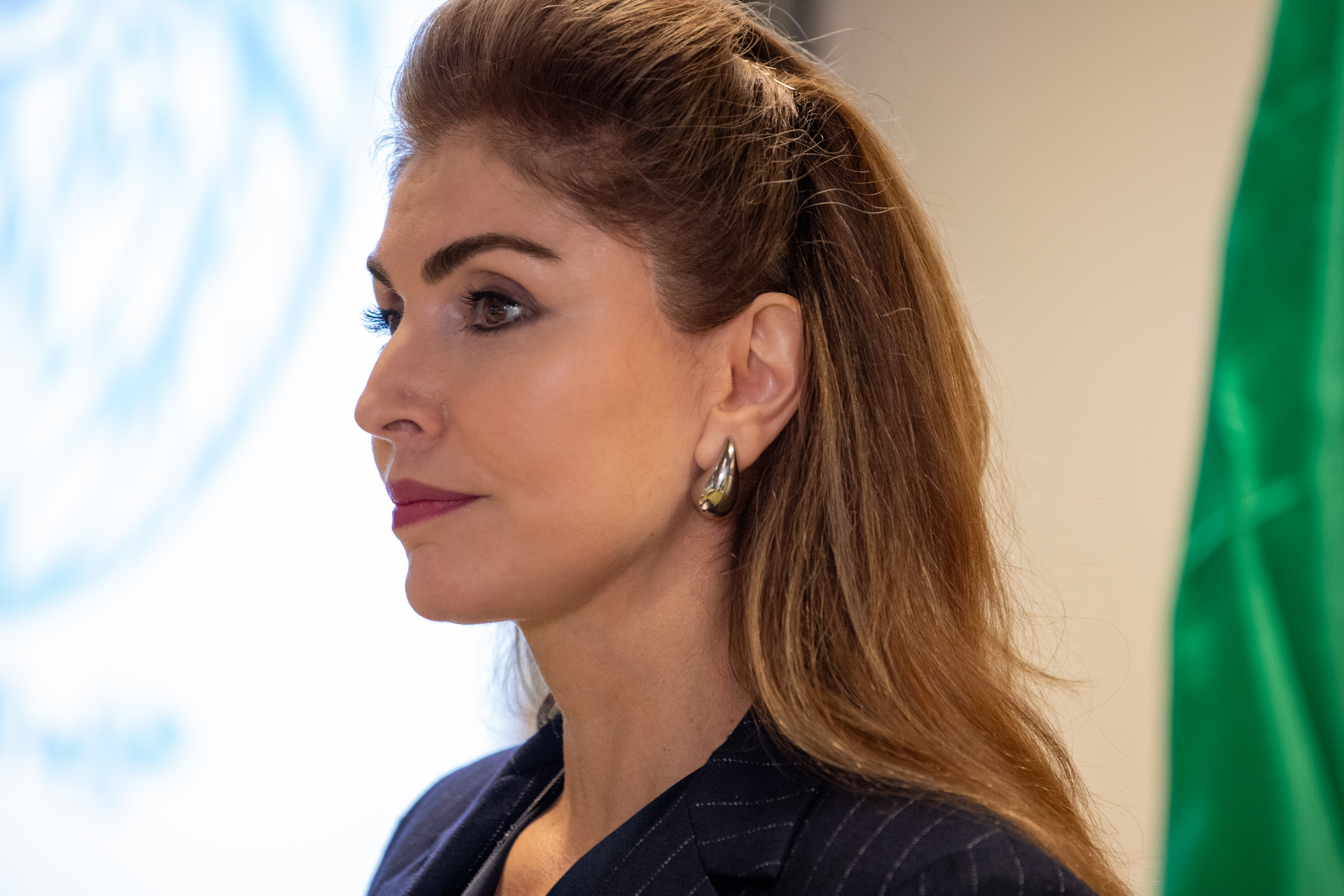
یاسمین پهلوی در ۲۰۲۳

یاسمین اعتماد امینی رضا پهلوی را نخستین بار در یک فرودگاه ملاقات کرد. آن دو رابطه خود را شروع کردند و بین سوییس، که پهلوی در آن زمان آنجا زندگی می‌کرد، و کالیفرنیا دررفت و آمد بودند. آن دو یک سال بعددر ۲۲ خرداد ۱۳۶۵ در شهر گرینویچ ایالت کنتیکت ازدواج کردند. یاسمین در زمان ازدواج ۱۷ ساله و در حال فارغ‌التحصیلی از دبیرستان و رضا پهلوی ۲۵ ساله بود. در زمان ازدواج، ایالت کنتیکت محدودیت سنی برای ازدواج نداشت.
آنها سپس به منطقه واشینگتن نقل مکان کردند و خانواده او نیز در پی آنها به آنجا نقل مکان کردند. حاصل ازدواج آنان سه دختر به نام‌های نور (متولد ۱۴ فروردین ۱۳۷۱)، ایمان (متولد ۲۱ شهریور ۱۳۷۲) و فرح (متولد ۲۷ دی ۱۳۸۲) است.
یاسمین پهلوی در آذر ۱۳۹۷ طی یک پیام ویدیویی در اینستاگرام و فیسبوک از ابتلای خود به بیماری سرطان سینه خبر داد.